# Herluf Winge

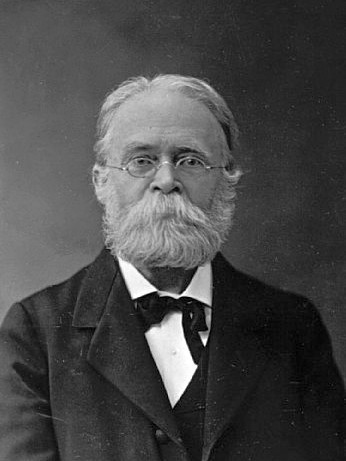
Herluf Winge

Adolf Herluf Winge (* 19. März 1857 in Kopenhagen; † 10. November 1923 in Hellerup) war ein dänischer Zoologe.

## Leben und Wirken
Adolf Herluf Winge war der Sohn von Karl Gustav Winge und dessen Frau Anna Kirstine Mønster. Er begann 1874 in Kopenhagen zu studieren und erhielt seinen Magister 1881.
1883 begann er, am Zoologischen Museum Kopenhagen zu arbeiten, an dem er 1885 Vizeinspektor wurde.
Winges Spezialgebiete waren die Säugetierkunde (Mammalogie) und die Vogelkunde. Ein weiterer Schwerpunkt seiner Forschungen bildete die Fauna von Grönland.

## Werke (Auswahl)
- Om Arvicola arvalis i Danmark. 1875
- Om Muldvarpens og Spidsmusenes Kranier og Spidsmusenes systematiske Stilling. 1877
- Om nogle Smaapattedyr i Danmark. 1882
- Om Pattedyrenes Tandskifte, især med Hensyn til Tændernes Former. 1882
- Om Steppehønen i Danmark i 1888.
- Conspectus Faunæ Groenlandica. Grønlands Fugle. 1898
- Om jordfundne Fugle fra Danmark. 1903
- Om jordfundne Pattedyr fra Danmark. 1904